# Regirock
Regirock is een fictief wezen uit de Pokémon anime en spelwereld. Het is een legendarische Pokémon uit de Hoenn-regio van het type Steen. Hij is een van de drie “Regi” Pokémon, samen met Regice en Registeel.

## Uiterlijk
Regirock is een grote golem gemaakt uit rotsen. Regirock heeft een braillepatroon op zijn gezicht dat lijkt op een hoofdletter “H”. De rotsen waaruit zijn lichaam bestaat zijn afkomstig uit verschillende plaatsen. De reden hiervoor is dat, wanneer hij beschadigd raakt in een gevecht, hij op zoek gaat naar rotsen om zichzelf mee te repareren. Deze gewoonte draagt ook bij aan Regirock’s “knip-en-plak”-uiterlijk. Wat nog vreemder is, is dat Regirock geen interne organen heeft.

## Ruilkaartenspel
Er bestaan twee standaard Regirock-kaarten, twee Regirock ex-kaarten en een Regirock ☆-kaart, allemaal met het type Fighting als element.

## In de videospellen
Regirock komt het eerst voor in de generatie 3-spellen, Ruby, Sapphire en Emerald. Regirock kan alleen gevangen worden in de Desert Ruïns (Woestijnruïnes). Hiervoor moet de speler eerst een bezoek brengen aan de Sealed Chamber (Verzegelde Kamer), aangezien de Ruïnes anders niet open zijn. Eenmaal binnen moet de speler nog een taak in brailleschrift uitvoeren, voordat de binnenste kamer geopend wordt waar Regirock slaapt.
In de generatie 4 spellen, moet de speler alle drie de Regi's, inclusief Regirock, in zijn of haar team hebben voordat Regigigas ontwaakt.

## In de anime
Regirock komt voor het eerst voor in "Strijd met de Innerlijke Vijand", in het bezit van Piramide Koning Brandon. Brandon gebruikt hem om tegen Ash te vechten wanneer deze bezeten is door de kwade geest van de koning van Pokélantis. Regirock verslaat Ash’s Sceptile met een goedgeplaatste Hydrostraal.
In de Diamond & Pearl-serie komt Regirock opnieuw voor, wanneer Brandon het opneemt tegen Paul. Regirock verslaat met gemak Paul's Hariyama, Electabuzz, Ursaring en Magmar, waardoor Brandon het gevecht wint. Het wordt ook onthuld dat Regirock de Pokémon was, waarmee Brandon Paul's broer Reggie verslagen had.
In de daaropvolgende aflevering, "Pilaren van Vrienschap", helpt Regirock Regigigas te beschermen tegen Pokémon Jager J en wordt in steen verandert door J's armband. Op het eind blijft hij samen met Registeel, Regice en Brandon bij de Snowpoint Tempel achter om de slapende Regigigas te beschermen.
Regirock komt ook voor in de achtste Pokemon film: Lucario en het Mysterie van Mew als bewaker van de Boom van het Begin.

## Krachten en vaardigheden
Regirock's speciale vaardigheid is Vrij Lichaam. Dit houdt in dat Regirock’s statistieken niet verlaagd kunnen worden door de tegenstander.
Zijn sterke punten zijn zijn hoge fysieke aanvalskracht en weerstand tegen fysieke aanvallen. Zowel zijn speciale aanvallen als zijn weerstand hiertegen zijn minder sterk.
Regirock kan verschillende sterke aanvallen leren zoals Steenslag, Hamerarm en Hyperstraal.